# Paraproscopia matogrossensis
Paraproscopia matogrossensis är en insektsart som först beskrevs av Piza Jr. och Wiendl 1969.  Paraproscopia matogrossensis ingår i släktet Paraproscopia och familjen Proscopiidae. Inga underarter finns listade i Catalogue of Life.